# Penitentenklooster (Maastricht)
Het Penitentenklooster was een klooster voor vrouwelijke religieuzen in de Nederlandse stad Maastricht, gelegen aan de Boschstraat. De penitenten-recollectinnen waren tertiarissen, die leefden naar de kloosterregel van de Derde Orde van Sint-Franciscus. Het klooster bestond van 1673 tot 1797. Van het gebouw zijn slechts fragmenten bewaard gebleven.

## Geschiedenis
Het klooster was een vestiging van de zusters penitenten-recollectinnen. Dezen hadden zich in 1623 afgesplitst van het Grauwzustersklooster te Gent, waarna ze zich vestigden in Limburg aan de Vesder. Om die reden werden ze aangeduid als tertiarissen van de "Limburgse Reform". In 1673, na de verovering van de stad door de katholieke Franse koning Lodewijk XIV, kwamen de zusters naar Maastricht. Zij vestigden zich op een terrein aan de Boschstraat, dat door enkele burgers was gekocht van burgemeester De Grati en daarna aan de zusters was geschonken. Het ging om een voormalig exercitieterrein, de zogenaamde Busschuttenhof. Het vrij smalle perceel liep helemaal door tot aan de stadsmuur, waar het grensde aan het terrein van het Sint-Andriesklooster, eveneens een klooster van vrouwelijke tertiarissen.
De zusters runden een meisjeskostschool, die voortdurend moest concurreren met die van de plaatselijke grauwzusters. Omdat ze aanvankelijk het Nederlands niet voldoende beheersten, kregen ze assistentie van een Vlaamse zuster uit Stokkem. Begin achttiende eeuw werd het klooster begunstigd door Claude-Frédéric t'Serclaes van Tilly, militair gouverneur van Maastricht van 1718 tot 1723. Door zijn milde gaven konden een kapel en een ziekenzaal worden toegevoegd. Een gedenksteen uit 1719 herinnerde hieraan. Deze werd omstreeks 1840 vastgelegd in een tekening door Philippe van Gulpen, maar de steen zelf is waarschijnlijk bij de grote brand van 1866 verloren gegaan. De kapel werd in 1725 ingewijd. Het klooster had door zijn ligging nabij de stadswal meermaals te lijden van belegeringen, achtereenvolgens bij het beleg van 1748, het beleg van 1793 en dat van 1794.
Het klooster werd in 1797 opgeheven door de Fransen, die de stad in 1795 hadden ingelijfd. Er woonden toen 23 koorzusters, deels van adellijke afkomst; daarnaast waren er vijf werkzusters. Allen moesten het klooster verlaten. De gebouwen werden omgevormd tot militair kledingmagazijn, een functie die het complex na het vertrek van de Fransen (1814) behield. Een poging van zuster Oda Bernard om met enkele oud-medezusters het klooster nieuw leven in te blazen, mislukte door gebrek aan medewerking van de autoriteiten.
In 1863 werden de gebouwen, die inmiddels eigendom waren van het Rijk, voor 50.000 gulden gekocht door Petrus Regout. Deze huisvestte er aanvankelijk arbeiders in. Een ander deel was in gebruik als magazijn. Regout schonk de grafstenen in de kloosterkerk aan de erfgenamen. Drie jaar later, in juni 1866, werd het voormalige klooster bij een enorme brand grotendeels verwoest. Het terrein werd daarna heringericht ten behoeve van de kristal-, glas- en aardewerkfabrieken van Petrus Regout & Co. Op het achterterrein was in 1865 al een meniefabriek gebouwd en daar kwam onder andere in 1877 het aardewerkdecoratelier bij, en omstreeks 1880 het gebouwencomplex "de Cassij".
Op een fabrieksprent uit circa 1867 is te zien dat op de plek van de noordelijke kloostervleugel een langgerekt gebouw met een mansardedak met de korte zijde aan de Boschstraat grensde. Tussen dit gebouw en de grote fabriekspoort (later Penitentenpoort genoemd) bevond zich een pleintje waaraan een schoolgebouw met een fraaie neoclassicistische gevel lag. Langs de Boschstraat werd het pleintje afgesloten met hekpijlers, zoals er naast Boschstraat 28 nog een tweetal bewaard is. Op een prent van omstreeks 1875 is het pleintje bebouwd. Op diezelfde prent is de gevel van Boschstraat 28 te herkennen, een restant van de zuidelijke kloostervleugel, die later verhoogd is. Uiteindelijk was Boschstraat 28 het enige deel dat behouden bleef. Omstreeks 1900 vestigde zich hier de koopman-politicus en amateur-historicus Jules M.I. Schaepkens van Riempst (1875-1946), voorzitter van de Maastrichtse Kamer van Koophandel en bekend als oprichter van de Limburgse Liga.
Achter de woning van Van Riempst werd in 1950 de nieuwe Sphinx-toonzaal geopend. Enkele jaren later verrees op de plek van de westelijke kloostervleugel en de kloosterkapel het nog bestaande Sphinx-kantoorgebouw, sinds 2015 in gebruik door het instituut UNU-MERIT.
Tekeningen (deels reconstructies) door Philippe van Gulpen, circa 1840

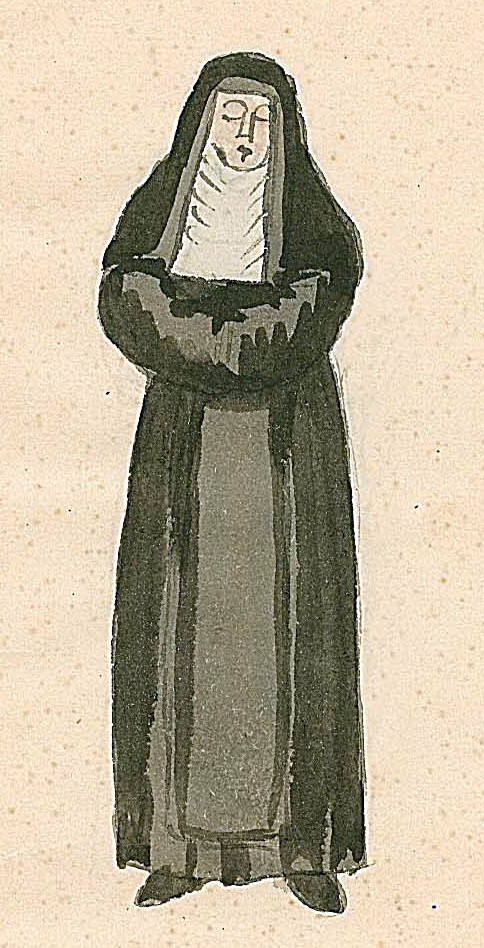
Kloosterdracht penitente
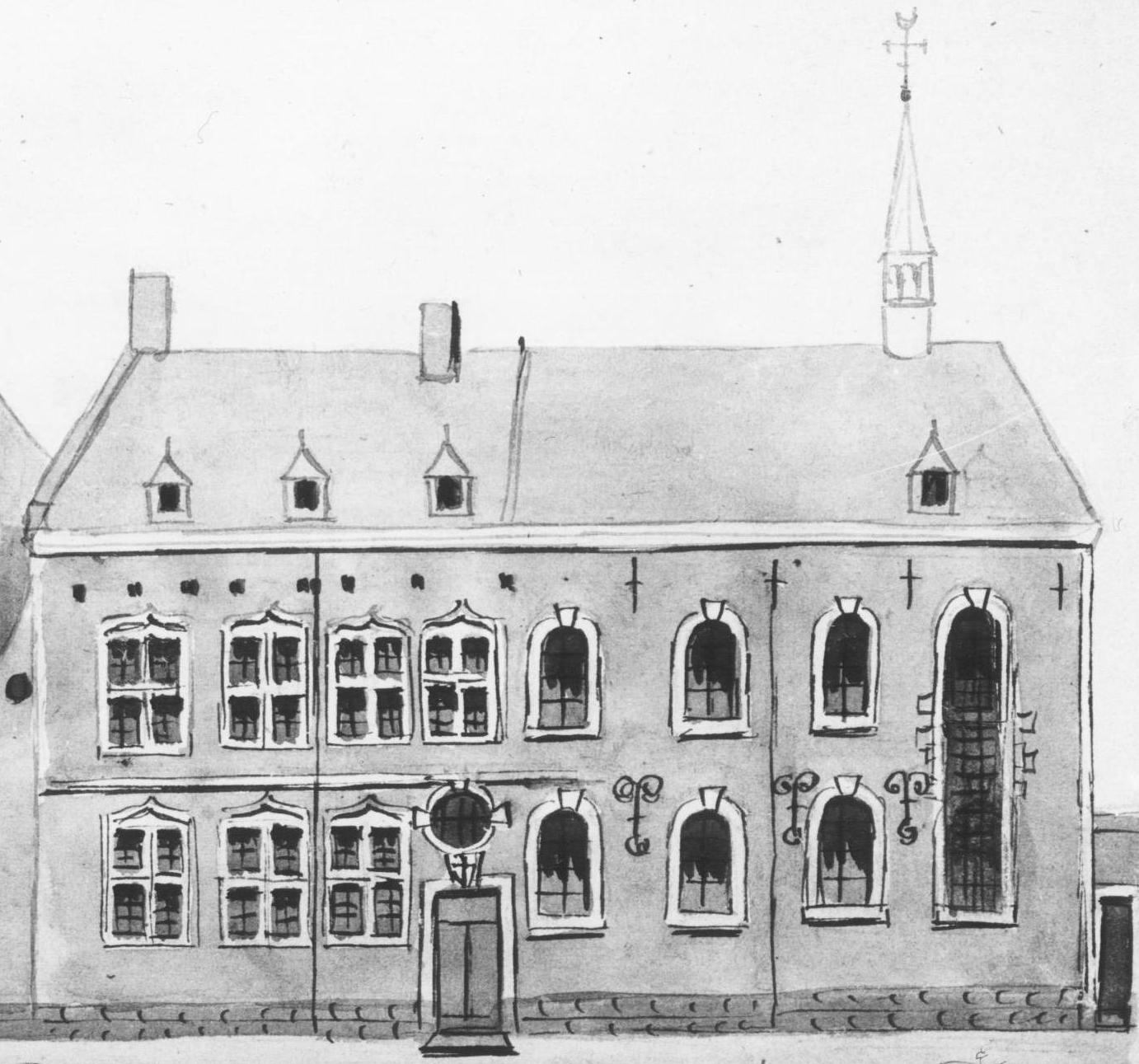
Kloostervleugel en -kapel
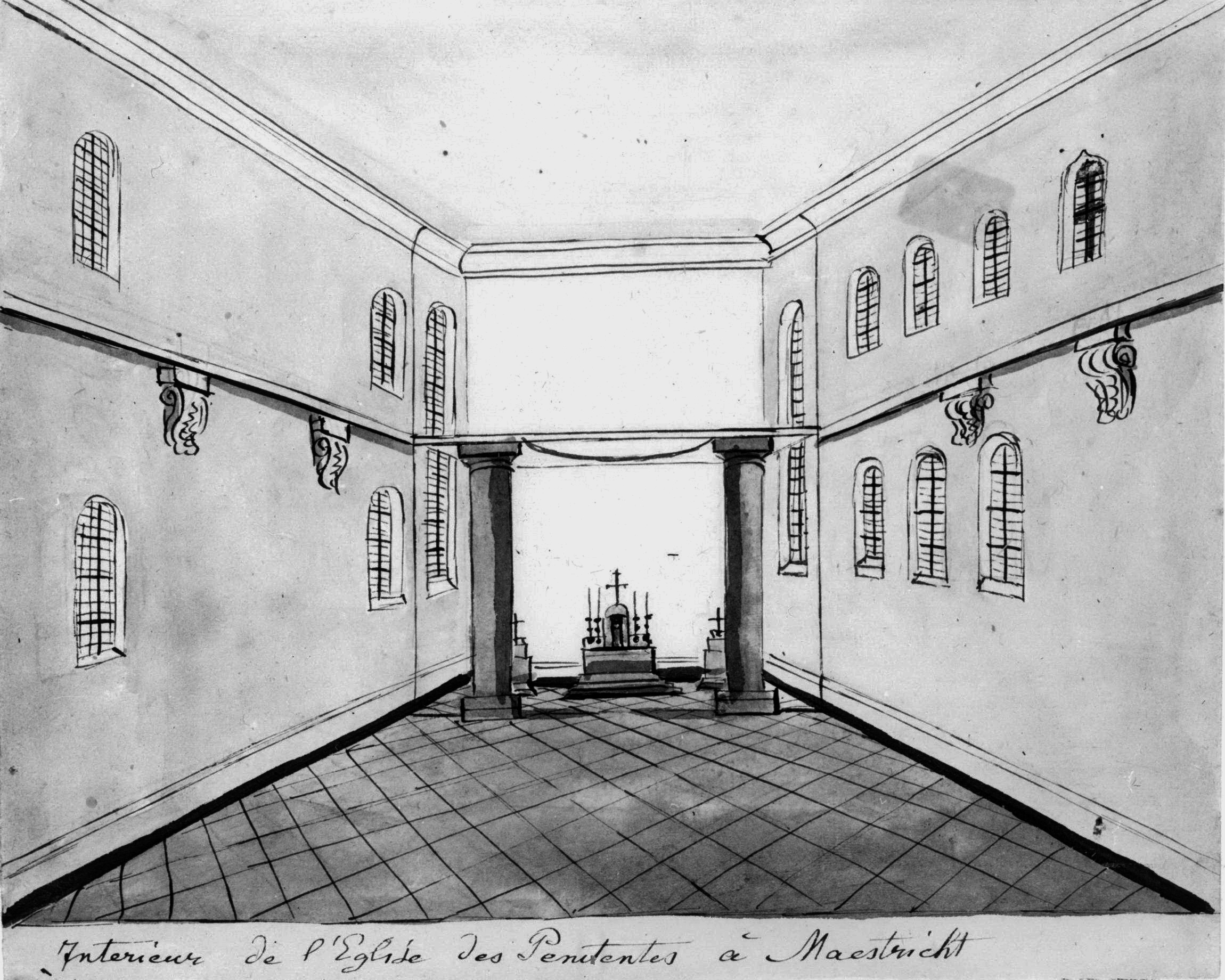
Kapelinterieur
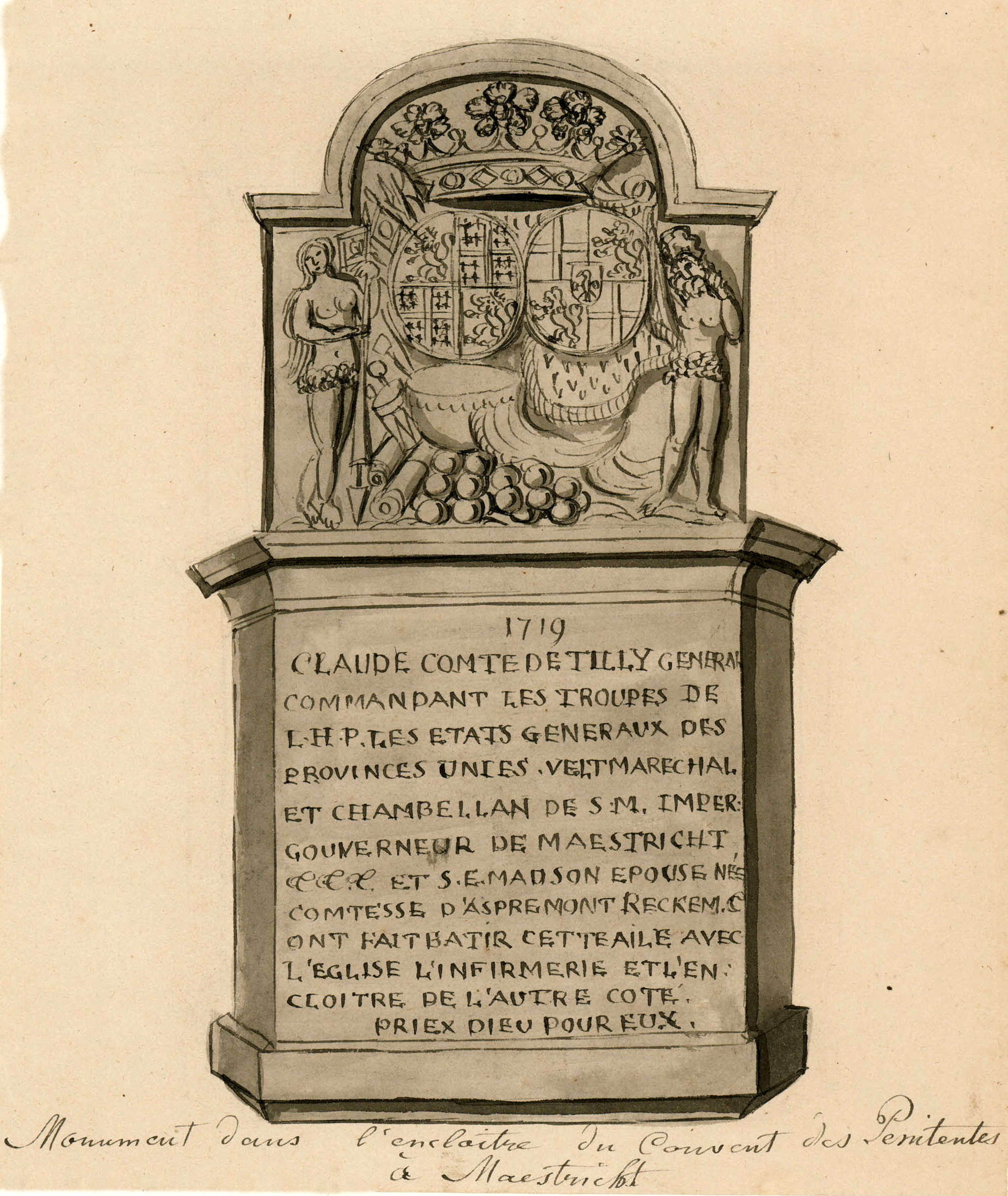
Monument Van Tilly

### Moeder-oversten
- 1768 Marie Lutgarde de la Croix ("supérieure"); Marie Agnès de Ste. Marguerite ("vicaire")[9]

## Erfgoed
In de zijgevel van het pand Boschstraat 28 bevindt zich een oude deur met klinknagels en ijzerbeslag, in een hardstenen omlijsting. Tegen de middenstijl van het kozijn boven de deur was in 1988 een beeldje van een heilige(?) geplaatst, dat in de jaren daarna verdwenen is. Op de latei is de tekst "Anno 1613" aangebracht. Mogelijk stond hier oorspronkelijk 1673, het stichtingsjaar van het klooster, en is het jaartal door verwering onleesbaar geworden. Iets verderop bevindt zich een traptoren in typische Maaslandse renaissancestijl met speklagen en rondboogvensters. Deze is op sommige plattegronden en reconstructietekeningen te herkennen.
Boschstraat 28 is een rijksmonument. De voorgevel aan de Boschstraat is negentiende-eeuws en dateert waarschijnlijk van na de brand van 1866 (mogelijk na 1875 verhoogd; zie hierboven). De eveneens beschermde régencepoort aan het einde van het steegje aan de noordzijde van het pand, is afkomstig van elders en heeft dus niets met het Penitentenklooster te maken. De monumentale hekpijlers, die aan de Boschstraat de toegang tot het steegje vormen, dateren uit de periode Regout (na 1863). Dat geldt ook voor het Sphinx-kantoor en de Sphinx-toonzaal, die in de jaren 1950 op het voormalige kloosterterrein gebouwd werden.

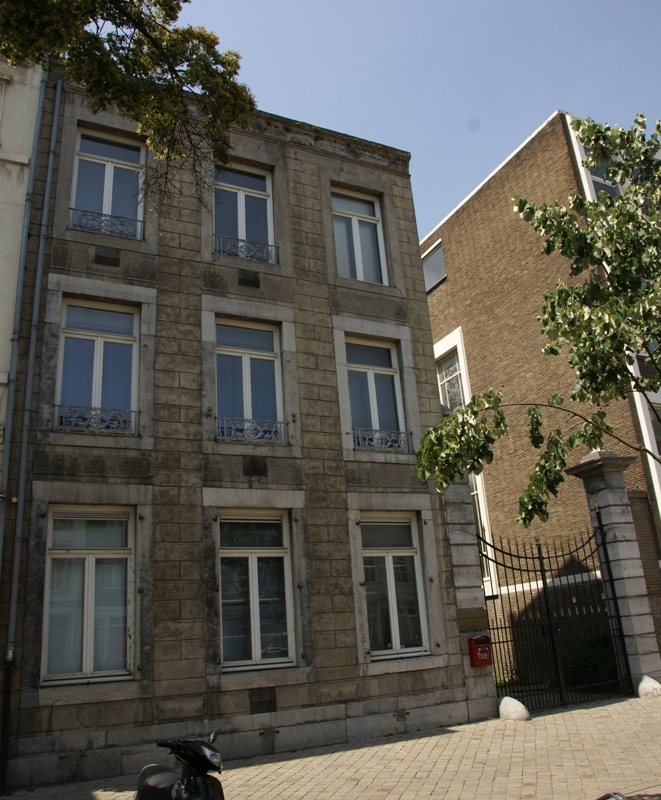
Boschstraat 28 en hekpijlers
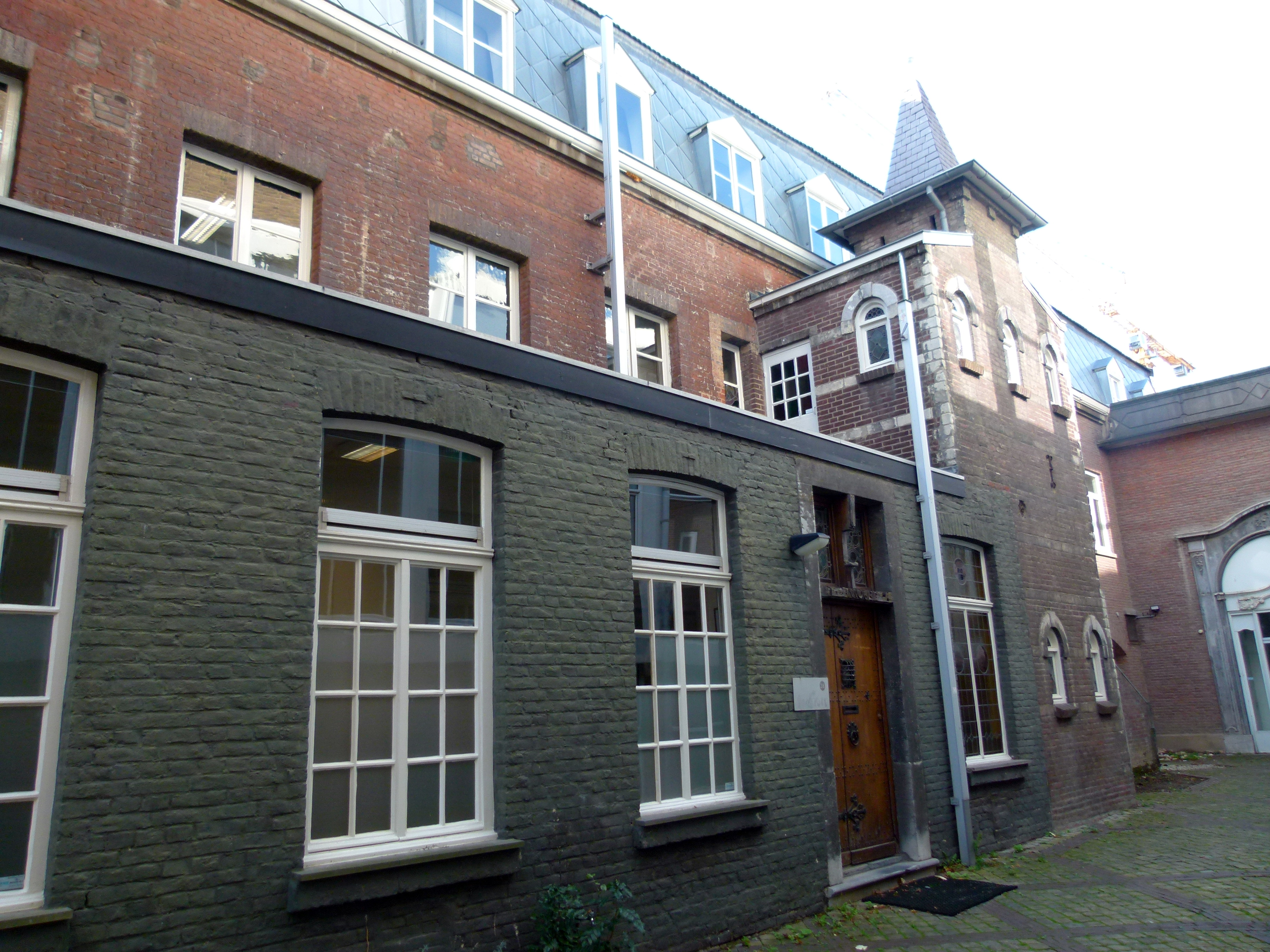
Boschstraat 28, zijgevel
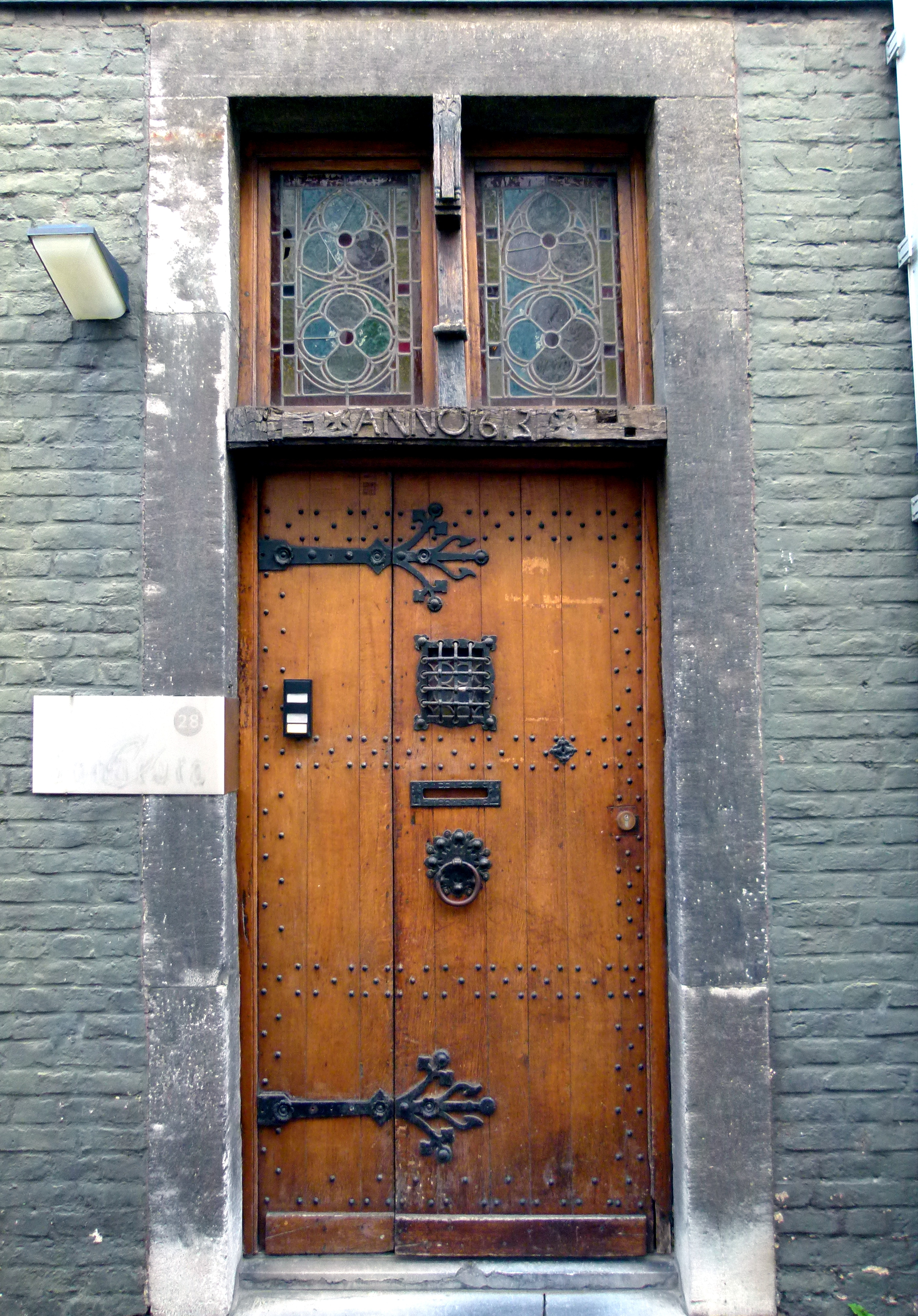
Idem, deur "Anno 1613/1673"
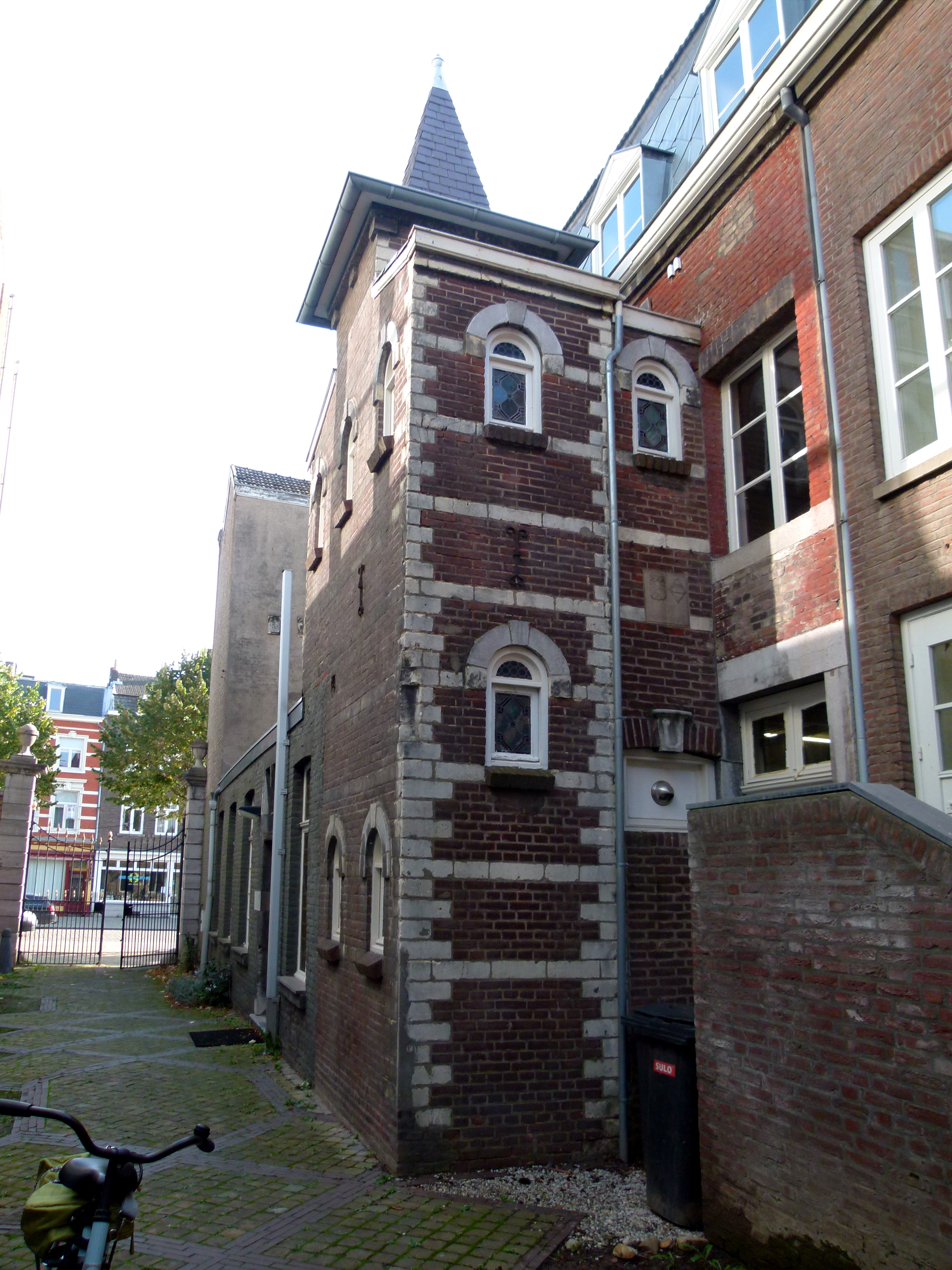
Idem, met traptoren